# Роза из ранчо
«Роза из ранчо» (англ. Rose of the Rancho) — американский боевик Сесила Б. ДеМилля.

## Сюжет
Эсра Кинкейд завоевал землю Эспинозы и нацелился на ранчо Кастро. Агент американского правительства Кирни пытается сдержать его...

## В ролях
| Актёр            | Роль           |
| ---------------- | -------------- |
| Бесси Баррискейл | Хуанито Кастро |
| Джейн Дарвелл    | Кастро Кентон  |
| Дик Ла Рено      | Эсра Кинкейд   |
| Джек В. Джонстон |                |
| Монро Салисбери  |                |
| Джеймс Нилл      |                |
| Сидни Дин        |                |